# Jacques Daret
Jacques Daret (Tournai, c. 1404 - c. 1470) va ser un pintor del grup dels Primitius flamencs nascut a Tournai (actualment a Bèlgica), on estaria gaire tota la seva vida. Daret va ser alumne a l'estudi de Robert Campin entre el 12 d'abril de 1427 fins al 1432. Allà va ser aprenent al costat de Rogier o Rogelet de le Pasture (assumit pels historiadors com Rogier van der Weyden), esdevenint un mestre per mèrits propis. Es va inscriure al gremi de pintors com a mestre el 18 d'octubre de 1432 i aquell mateix dia va ser nomenat degà del gremi. Es va convertir en un favorit de la cort de Borgonya, i el seu patró durant 20 anys va ser Jean de Clercq, l'abat de Sant Vaast a Arras.
Encara que molts treballs de Daret s'esmenten als llibres de comptes de Jean de Clercq, només han sobreviscut quatre taules dels treballs de Daret: la Visitation i l'Adoració del Mags (al Staatliche Museen, Berlín), la Nativitat (Museu Thyssen-Bornemisza, Madrid), i la Presentació al Temple (Museo del Petit Palais, París). tots ells de l'anomenat Retaule d'Arras o Retaule de Sant Vaast, pintat per a l'abat entre 1433 i 1435. L'interior del retaule mostrava els dotze apòstols i la coronació de la Mare de Déu amb flors de lis sobre fons blau als laterals.
|  |  |

Aquestes pintures mostren una semblança sorprenent al realisme flamenc del mestre de Flémalle. Això és una de les proves utilitzades per la majoria dels especialistes per demostrar que el mestre de Flémalle era Robert Campin, el mestre de Daret. Un exemple es pot observar en la similitud de l'edifici circular de la Presentació al Temple de Daret i Les noces de la Mare de Déu del mestre de Flémalle. També la seva Nativitat coincideix amb La Nativitat del seu mestre; la composició i el decorat, els tipus facials i les robes. L'espelma a la mà de Sant Josep només es troba anteriorment a les il·luminacions de llibres, a l'obra de Campin i, posteriorment, també serà utilitzada per Rogier van der Weyden. Per acabar, també coincideix la participació de les llevadores, essent aquestes les dues úniques Nativitats pintades sobre taula amb aquests personatges.
Daret apareix més als debats històrics d'art sobre el seu període que pel mèrit del seu treball, el que es justificaria perquè està relativament ben documentat i permet, de manera segura, ser identificat com el creador del retaule esmentat, així com un alumne de Campin. La similitud estilística entre ell i el Mestre de Flémalle és una prova crucial en la identificació d'aquest últim amb Campin.